# جاكي قاي
جاكي قاي (بالإنجليزية: Jackie Guy)‏ هو راقص جامايكي، ولد في عقد 1940 في جامايكا.